# Lijst van hoofdpersonages uit Ben 10
Dit is een lijst van hoofdpersonages uit de Amerikaanse animatieserie Ben 10 en de erop volgende serie Ben 10: Alien Force.

## Benjamin "Ben" Tennyson
Ben is de hoofdpersoon van de drie series.

### In Ben 10
In de eerste serie, Ben 10, is Ben een typische 10-jarige jongen. Hij speelt graag videospellen (vooral van een franchise genaamd "Sumo Slammer") en houd af en toe wel van practical jokes. In de serie is hij gedurende de hele zomervakantie op kampeertocht met zijn nichtje Gwen en grootvader Max. Al op de eerste dag van deze tocht vond hij de Omnitrix, die zich meteen muurvast hechtte aan zijn pols. Na te ontdekken was het is, besloot Ben een superheld te worden met de krachten van de Omnitrix.
Ongeacht in welke alien Ben verandert, hij is en blijft wie hij is qua persoonlijkheid. Naast heldendaden gebruikt hij de Omnitrix dan ook af en toe voor practical jokes. Ben is soms ronduit arrogant. Zo strijkt hij soms met de eer terwijl hij die niet verdiend. Hij is ook een slechte verliezer, vooral wanneer Gwen hem met iets verslaat. Desondanks probeert Ben personen die in gevaar zijn zo goed mogelijk te helpen. Ook als hij geen alien is redt Ben’s snelle denken vaak de situatie. Later komen er ook nog andere alienvormen bij.
Ben heeft een complexe relatie met zijn nichtje Gwen. De twee maken constant ruzie, zijn het vrijwel nergens over eens, en vechten af en toe zelfs, maar geven desondanks veel om elkaar.

### In Ben 10: Alien Force
In de vervolgserie, Ben 10: Alien Force, is Ben 15 jaar oud, en een stuk verantwoordelijker dan in de eerste serie. Hij heeft de waarde van teamwork geleerd, vooral omdat hij nu bij een voetbalteam zit. Bij aanvang van de serie blijkt dat Ben in de afgelopen 5 jaar een manier heeft gevonden om de Omnitrix te verwijderen.
Zijn relatie met Gwen is een stuk beter in deze serie. Zo vechten de twee niet meer. Ben is in deze serie tevens de leider van een team bestaande uit hemzelf, Gwen en Kevin. Ben is in staat situaties beter in te schatten; zo kiest hij in deze serie vaker een alien die geschikt is voor een situatie in plaats van een alien met vooral brute kracht.
Ben heeft in de tweede serie een reputatie opgebouwd in de buitenaardse onderwereld. Deze status als beroemdheid maakt dat hij soms vervalt in zijn oude slechte gewoontes, zoals arrogantie.
Aan het eind van de serie vernietigd Ben de omnitrix, maar krijgt de ultimatrix ervoor terug.

### In Ben 10: Ultimate Alien
In de serie Ben 10: Ultimate Alien is Ben 16 jaar oud. Zijn geheim wordt door een enthousiaste fan openbaar gemaakt, waardoor Ben uitgroeit tot een nationale beroemdheid. Hij heeft in de serie ook een eigen auto genaamd de DX Mark 10.

### Toekomst
In de serie Ben 10 zijn twee afleveringen verwerkt waarin een mogelijke toekomst van Ben wordt getoond. In deze toekomst heeft Ben echter nog altijd de originele omnitrix uit de eerste serie in plaats van de ultimatrix.
In de aflevering “Ben 10.000” werd een toekomst getoond waarin Ben een fulltime superheld was geworden. Hij heeft in deze toekomst 10.000 alienvormen en heeft bovendien de hoofdcode van de Omnitrix gekraakt waardoor hij op commando naar iedere alien kan veranderen.
In de aflevering “Ken 10” wordt een toekomst getoond waarin Ben is getrouwd, en een zoon heeft genaamd Ken. Deze krijgt op zijn 10e verjaardag een eigen omnitrix van Ben.

### Ruimtewezens
Voor een overzicht van alle buitenaardse wezens waarin Ben zich in de series kan veranderen met behulp van de omnitrix, zie Lijst van Omnitrixruimtewezens.

### Acteurs
De rol van Ben wordt door de volgende acteurs vertolkt:
- Tara Strong - Ben 10 (stem)
- Yuri Lowenthal - Ben 10: Alien Force en Ben 10: Ultimate Alien (stem)
- Graham Phillips - Ben 10: Race Against Time (live-action)
- Ryan Kelley - Ben 10: Alien Swarm (live-action)

## Gwendolyn "Gwen" Tennyson
Gwen is Ben’s nichtje, met een aanleg voor magie. Ze is evenoud als Ben (ze zijn zelfs op dezelfde dag jarig).

### In Ben 10
In de eerste serie is Gwen eveneens 10 jaar oud, maar ze is een stuk serieuzer dan Ben en ergert zich dan ook vaak aan zijn kinderlijke gedrag. Ze geeft Ben vaak advies maar hij slaat haar waarschuwingen over het algemeen in de wind. Gwen probeert altijd vooruit te denken en probeert in te schatten wat de gevolgen van hun (vooral Ben’s) acties zijn. Ze heeft altijd haar laptop bij de hand om ter plekke informatie op te zoeken.
Hoewel ze Ben vaak beledigt met droge humor en sarcastische opmerkingen heeft ze wel respect voor hem. Ze kunnen dan ook aan het einde van de serie goed met elkaar opschieten.
Gwen is een ervaren turnster. Ze kan ook goed overweg met technische apparaten. In een paar afleveringen blijkt ze aanleg te hebben voor magie. Ze heeft een zogenaamd “magisch aura”. Ze kan daardoor magische voorwerpen gebruiken. Ze steelt het toverboek je van de tovenares Charmcaster, en gebruikt dit om Ben bij te staan. In de serie zelf wordt Gwen door deze magische voorwerpen tweemaal de superheldin Lucky Girl (die sterk lijkt op Marvel Comics’ Black Cat).

### In Ben 10: Alien Force
In de vervolgserie, Ben 10: Alien Force, is Gwen een kalme tiener. Ze heeft langer donker haar en ook donkerdere ogen. Ze heeft in de serie een zwarte band in vechtsporten, maar geeft de voorkeur aan haar magie voor het oplossen van een situatie. Behalve het gebruiken van spreuken kan Gwen nu ook energie afvuren of manipuleren voor verschillende doeleinden. Andere krachten die ze heeft zijn telepathie en helderziendheid.
In de serie wordt duidelijk dat Gwen deels buitenaards bloed heeft, waardoor ze meer aanleg heeft voor magie dan de meeste andere mensen. Haar grootmoeder, Verdona, was een alien, te weten een Anodite. Gwen is de enige in de familie die enkele eigenschappen van haar buitenaardse grootmoeder lijkt te hebben geërfd. Dit wordt extra duidelijk wanneer Gwen in de serie twee keer een anodite wordt.
In de serie heeft Gwen een relatie met Kevin, hoewel de twee ook regelmatig onenigheid hebben.

### In Ben 10: Ultimate Alien
In de serie Ben 10: Ultimate Alien is Gwen 16 jaar oud. Ze heeft in deze serie meer controle over haar transformatie naar haar anodite-vorm.

### Toekomst
In een mogelijke toekomst die te zien was in de aflevering Ben 10,000 van de serie Ben 10 was Gwen een ervaren magiër geworden. Bovendien was ze nu een superheldin.

### Acteurs
- Meagan Smith - Ben 10 (stem)
- Ashley Johnson - Ben 10: Alien Force en Ben 10: Ultimate Alien (stem)
- Haley Ramm - Ben 10: Race Against Time (live-action)
- Galadriel Stineman - Ben 10: Alien Swarm (live-action)

### Gwens spreuken
- Aquata Risa Spackwa: Spuit water onder hoge druk tegen de doelgroep en houdt ze vast in het water zodat ze niet in staat zijn om te verplaatsen.
- Benates Egates Exites: Creëert een tornado die het mogelijk maakt dingen te verdwijnen
- Camafled Vaporis: Maakt een wolk van damp die als een mistbank de vijanden het zicht ontneemt zodat ze niet zien wat er gebeurt. Het helpt de gebruiker of bondgenoten te ontsnappen.
- Emocha Objectia: Projecteert een straal van blauwe energie. Het zorgt ervoor dat wat het ook is te ontploffen.
- Forcus Nebuli: Tovert een krachtveld dat vijandelijke aanvallen blokkeert.
- Galeaus Disruptus: Maakt windvormen aan.
- Hero Chaa: Produceert groene energie ontploffing.
- Inspera Dispedia: Versterkt bepaalde spreuken.
- Interdomoto Eelavadore: Maakt een bundel van energie en dit leidt tot een explosie wanneer hij iets raakt.
- Kwista Fabeetitues: Geeft de doelgroep sterk verbeterde sterkte.
- Mardickitus Levimarta: Tilt een groot onderwerp op dat kan worden gegooid op een doelwit.
- Merfuchus Merduntus: Tovert een energie-explosie.
- Menaa Dorong: Aanval die een gerichte bundel van warmte creëert op de vijand.
- Mulcha Objectia: Aanval die een energie-explosie projecteert.
- Reanima Dinamica: Laat vonken verschijnen.
- Reanima Flordanica: Zorgt dat bepaalde planten snel groeien
- Saphirius Expectorium Perpetua:
- Seco Sofom: Controleer drie objecten telekinatisch.
- Senyu Invisiliss: Het opheffen van grote keien, om die te "lanceren" naar je doelwit
- Teewat Legora: Maakt een krachtige tornado en lanceert op de doelgroep.
- Terra Tremo Eradicko: Veroorzaakt een nabijgelegen structuur te breken na elkaar en zorgen dat de stukken en onderdelen van deze structuur om te vliegen richting van de doelstelling, zoals projectiel wapens, in een stuw.
- Twista Combitines: Maakt een grote cobra gemaakt van energie te fungeren als een schild.
- Twistas Hotina: Laat pijpen plooien.
- Vamoris Infecta: Oorzaken hoektanden te worden aangetrokken tot het doelwit.
- Vinitis Igitis Ixitis:

## Maxwell "Max" Tennyson
Max Tennyson, of Opa Max zoals zijn kleinkinderen hem noemen, is de 60-jarige grootvader van Ben en Gwen. Met een gevoel voor avontuur en een vreemde smaak wat betreft voedsel (iets waar Ben en Gwen het altijd over eens zijn) neemt Max zijn kleinkinderen altijd mee op spannende reizen.

### In Ben 10
In de eerst serie, Ben 10, neemt Max zijn twee kleinkinderen mee voor een reis door de Verenigde Staten in zijn kamper, die hij zelf de bijnaam "The Rust Bucket" heeft gegeven, en die hij geeft gemodificeerd met geavanceerde technologie.
In de serie wordt langzaam meer duidelijk over Max’ verleden. Hij zat ooit bij een geheime overheidsorganisatie genaamd de “Plumbers” (letterlijk vertaald: loodgieters). Deze organisatie had tot doel om buitenaardse bedreigingen tegen te gaan. Max is derhalve op de hoogte van Vilgax, de Omnitrix en veel andere aliens of aan aliens gerelateerde zaken. Dit werd duidelijk in de finale van seizoen 1 en opening van seizoen 2. De groep ging uit elkaar kort nadat Max Vilgax voor de eerste keer had verslagen.
Max is een oude vriend van de alien Xylene. Zij wilde hem de Omnitrix geven, maar Ben vond hem per ongeluk. Max is door zijn oude werk tevens goed op de hoogte van veel buitenaardse zaken, en ondanks zijn hoge leeftijd nog behoorlijk sterk en vitaal.

### In Ben 10: Alien Force
In Ben 10: Alien Force is Max grotendeels onveranderd. Hij heeft alleen wat extra rimpels en witter haar. Hij onderzoekt in de serie de Highbreed-invasie, en laat een boodschap achter voor Ben om een team samen te stellen om de Highbreed te bevechten.
Max is zelf grotendeels afwezig in de serie. Hij verschijnt pas in beeld in de aflevering "Max Out", waarin hij een Highbreed-fabriek onderzoekt. Hij wordt herenigd met Ben en Gwen, maar ze raken hem weer kwijt wanneer hij een Null Void Projector gebruikt om de fabriek te vernietigen. Hij komt zo zelf ook in de Null Void terecht, alwaar hij een tijdje blijft om dingen recht te zetten. Zo organiseert hij een opstand tegen Dr. Animo. Naderhand keert hij terug naar de aarde en wordt de mentor van de kinderen van voormalige Plumbers.

### Toekomst
In de aflevering “Ben 10,000” van de serie Ben 10 werd Max’ toekomst getoond. Tegen zijn 80e verjaardag heeft hij zijn camper nog verder gemoderniseerd, een baard laten staan en blijkbaar zijn arm verloren (hij heeft een kunstarm). Hij heeft nog altijd dezelfde persoonlijkheid.

### Acteurs
- Paul Eiding - Ben 10, Ben 10: Alien Force, Ben 10: Ultimate Alien (stem)
- Lee Majors - Ben 10: Race Against Time (live action)
- Barry Corbin - Ben 10: Alien Swarm (live action)

## Kevin Levin/ Kevin 11
Kevin Ethan Levin is een mens/alien hybride met de gave om energie te absorberen.

### In Ben 10
In de eerste serie is Kevin een regelmatig terugkerende antagonist van Ben. Hij is in deze serie een rebelse tiener die lijdt aan een anti-sociale persoonlijkheidsstoornis. Hij ontmoet Ben in de gelijknamige aflevering en blijkt de unieke gave te hebben om elk type energie te absorberen en weer los te laten. Door energie van de Omnitrix te absorberen verandert hij in een incomplete maar desondanks effectieve versie van de alien waar die energie toe behoorde. Zo veranderde hij in alternatieve versies van Heatblast en Fourarms, en gebruikte die om wraak te nemen op een ieder die hem niet gunstig gezind was. Aan het eind van de aflevering probeerde hij de Omnitrix van Ben af te pakken, maar het apparaat sloeg van zich af met een energiestoot.
Kevin probeert in de serie meerdere malen wraak te nemen op Ben nadat deze bij hun eerste ontmoeting zijn plannen heeft verstoord. Hij blijkt door de energiestoot nu de energie van alle Omnitrix aliens te bezitten. Zijn lichaam kan dit maar nauwelijks verwerken waardoor hij steeds maar kort zijn menselijke gedaante kon aannemen alvorens weer in een alien te veranderen. Hij geeft Ben de schuld hiervan en probeerde hem zwart te maken door overal misdaden te plegen. Uiteindelijk bezwijkt Kevin onder de energie van de Omnitrix en veranderde permanent in een monsterlijke combinatie van alle 10 primaire Omnitrix aliens:
- Heatblast: linkerarm
- Wildmutt:twee onderste armen
- Ghostfreak:lijnen op zijn buik
- Upgrade:rug
- Grey matter:linkeroog
- Fourarms: lichaam, aantal armen, rechterogen
- Ripjaws:tanden, lichtstaaf
- XLR8:staart, snelheid
- Diamonthead:rechterarm
- Stinkfly: slijm (uit zijn mond) , vleugels

In deze gedaante vecht hij nog een paar maal tegen Ben. Hij beschikt nu over de krachten van alle 10 de aliens. Echter, hij bezat van elke alien maar een deel van diens kracht waardoor hij minder sterk is dan de afzonderlijke originele aliens. Ook bezit hij niet de eigenschappen van de extra aliens die Ben later ontdekt. Zijn mutatie verhindert verder dat hij de specifieke krachten van elke alien gebruikt.
In de finale van seizoen twee werkt hij samen met Vilgax, maar verraadde hem later in een poging beide achter te laten in de Null Void. Uiteindelijk werd hij zelf opgesloten in de Null Void.

### In Ben 10: Alien Force
In de serie Ben 10: Alien Force lijkt Kevin zich te hebben bekeerd, en werkt hij samen met Ben. Hij heeft in deze serie zijn menselijke gedaante teruggekregen als gevolg van het feit dat hij ouder is geworden, en zijn krachten werken nu anders dan in de originele serie. Kevin kan nu de eigenschappen van materie absorberen in plaats van enkel energie (gelijk aan het personage Absorbing Man van Marvel Comics). Deze gave geeft hem ook bovenmenselijke kracht.
Het is niet bekend hoe Kevin ooit uit de Null Void is ontsnapt, maar misschien is hij vrijgelaten nadat hij zijn straf had uitgezeten voor zijn misdaden.
Kevin heeft in de serie en groene sportwagen, die hij overmatig verzorgt. Deze wagen heeft ook enkele buitenaardse gadgets. Kevin heeft in de loop der jaren een hoop kennis verkregen over aliens en hun technologie. Kevin blijkt in de serie zelf ook de zoon van een loodgieter te zijn. Gedurende de serie ontwikkelt Kevin een relatie met Gwen.
In het derde seizoen gaat het weer mis met Kevin als hij door te knoeien met de omnitrix wederom permanent verandert in een ander wezen; ditmaal een combinatie van verschillende elementen. Dit zet zijn relatie met Gwen zwaar onder druk. Nadat de omnitrix wordt vernietigd krijgt Kevin zijn menselijke gedaante weer terug.

### In Ben 10: Ultimate Alien
In de serie Ben 10: Ultimate Alien is Kevin 17 jaar oud. Hij kan nog steeds zijn handen in verschillende wapens veranderen. In de serie helpt hij Ben en Gwen in de strijd met Aggregor.
In de aflevering "The Forge of Creation' gaat het fout wanneer Kevin, in een poging Aggregor te verslaan, de energie van de Ultimatrix absorbeerd. Hij verandert hierdoor in een combinatie van al Bens nieuwe aliens, maar draait door en wordt weer net zo slecht als in de originele serie. Hij verslaat Aggregor en absorbeert ook zijn krachten. De rest van seizoen 1 is Kevin zodoende de primaire antagonist, tot Ben en Gwen, geholpen door hun oude vijand Darkstar, Kevin kunnen ontdoen van alle krachten die hij geabsorbeerd heeft, waardoor hij weer normaal wordt.

### Toekomst
In de aflevering "Ken 10" van de serie Ben 10 wordt een mogelijke toekomst van Kevin getoond. In deze toekomst heeft Kevin een zoon genaamd Devlin. Devlin kan veranderen in zijn vaders oude monstervorm, terwijl Kevin inmiddels kan veranderen in een nieuw monster dat eveneens is samengesteld uit verschillende aliens. Kevin staat in deze toekomst nog altijd op slechte voet met Ben.

### Acteurs
- Michael Reisz - Ben 10, debuutaflevering (stem)
- Charlie Schlatter - Ben 10, overige afleveringen (stem)
- Greg Cipes - Ben 10: Alien Force en Ben 10: Ultimate Alien (stem)
- Nathan Keyes -  Ben 10: Alien Swarm (live action)